# Zenillia grisellina
Zenillia grisellina là một loài ruồi trong họ Tachinidae.